# Бухта Нагаева

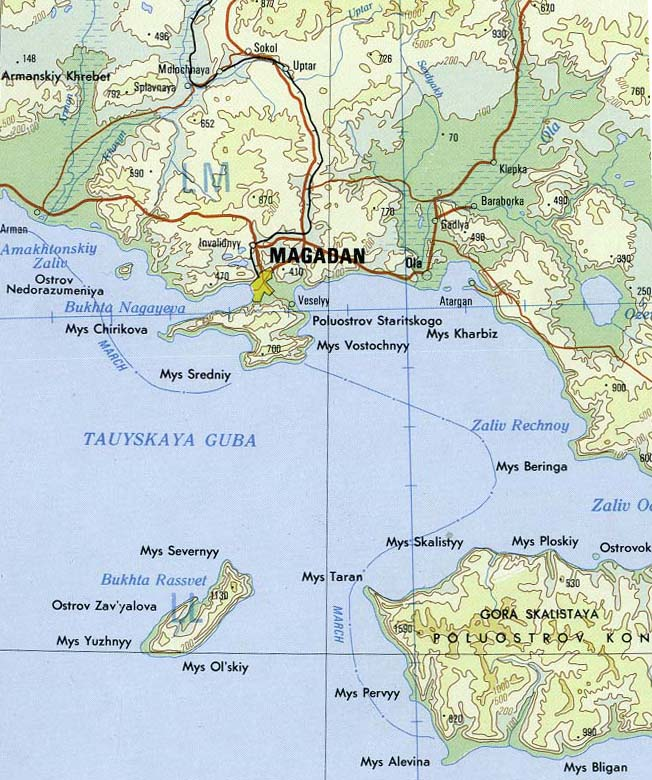
Бухта Нагаева на карте Тауйской губы

Бу́хта Нага́ева (разг. Нагаевская бухта) — бухта в Тауйской губе Охотского моря (Магаданская область).

## География

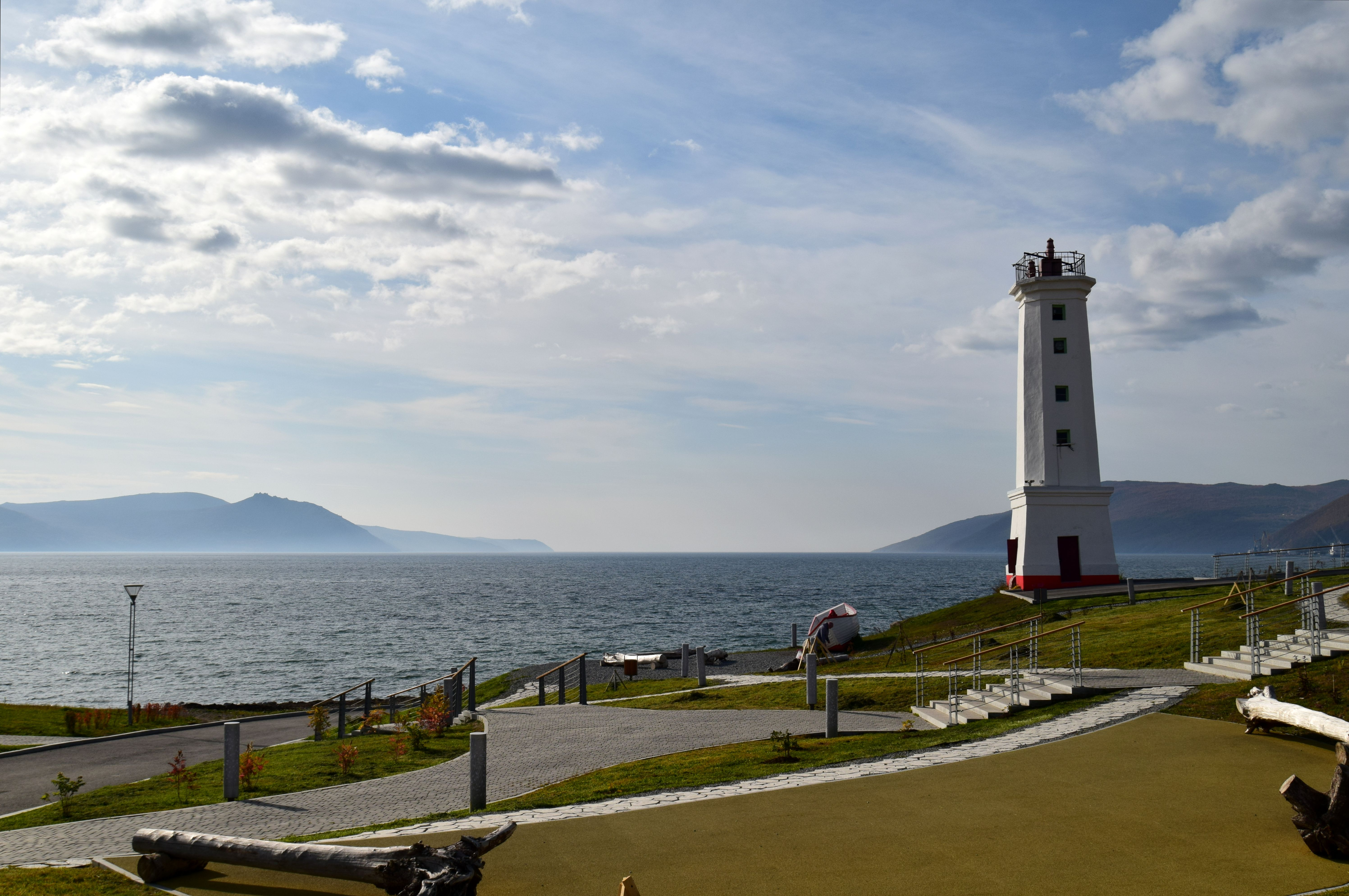
Вид бухты в сентябре 2020 года

Вдаётся в широтном направлении на 16 км в западную часть полуострова Старицкого. Хорошо защищена с трёх сторон (кроме западной) и считается[кем?] лучшей стоянкой для судов в Охотском море. На восточном побережье расположен город Магадан, на северном — Магаданский морской торговый порт.

Вид на Магадан из бухты Нагаева

Входные мысы — Серый со стороны острова Недоразумения и Чирикова. Берега бухты изрезаны мало. Наиболее заметная впадина — к востоку от мыса Замок и Каменного Венца, где впадает ручей Священный. Бухта Нагаева включает бухты Водопадная и Ковш.

## Исторические сведения
Названа в 1912 году в честь адмирала Алексея Нагаева. До этого упоминалась как бухта Волок.
В период массовых сталинских репрессий бухта Нагаева использовалась как пересыльный пункт для вновь прибывших морем заключённых для отправки их далее по этапу в лагеря Магадана и Колымы. В целях обеспечения имеющихся и планируемых работ «Дальстроя», на территориях, где постоянное население ранее практически отсутствовало, на основании приказа ОГПУ от 01.04.1932 г. № 287/с был создан Северо-Восточный исправительно-трудовой лагерь (Севвостлаг или УСВИТЛ). Первый этап заключённых (не менее 100 человек) прибыл в бухту Нагаева на пароходе «Сахалин» вместе с другими вольнонаёмными работниками гостреста и стрелками военизированной охраны 4 февраля 1932 года. Затем, с открытием навигации 1932 г. в бухту Нагаева начался массовый завоз заключённых. Поздней осенью 1932 года на Колыму было доставлено 12 тысяч заключённых. 
В 1934 году на Колыме начинается масштабное строительство Колымской трассы и других дорог, речных портов, аэродромов и посёлков. Основанный в 1929 году посёлок Магадан стал «столицей» лагерного края.
С 1937 года в бухте Нагаева располагалась администрация СВИТЛ (Северо-восточного исправительно-трудового лагеря).
19 декабря 1947 г. в бухте Нагаева взорвался корабль «Генерал Ватутин», при взрыве были разрушены постройки порта. Погибло от 90 до 111 человек.
В 1963 году ледокол «Москва» впервые осуществил зимнюю проводку судов.

## Упоминания в произведениях культуры
Упоминается в песне Владимира Высоцкого «Я уехал в Магадан (1968 г.) как «Нагайская бухта».

Ты думаешь, что мне — не по годам,

Я очень редко раскрываю душу!

Я расскажу тебе про Магадан —

Слушай!

Как я видел Нагайскую бухту

да тракты.

Улетел я туда не с бухты-

барахты.